# Saint-Siège
Pour les articles homonymes, voir Saint-Siège (homonymie).
Ne doit pas être confondu avec État de la Cité du Vatican ou Église catholique.
 (septembre 2024).

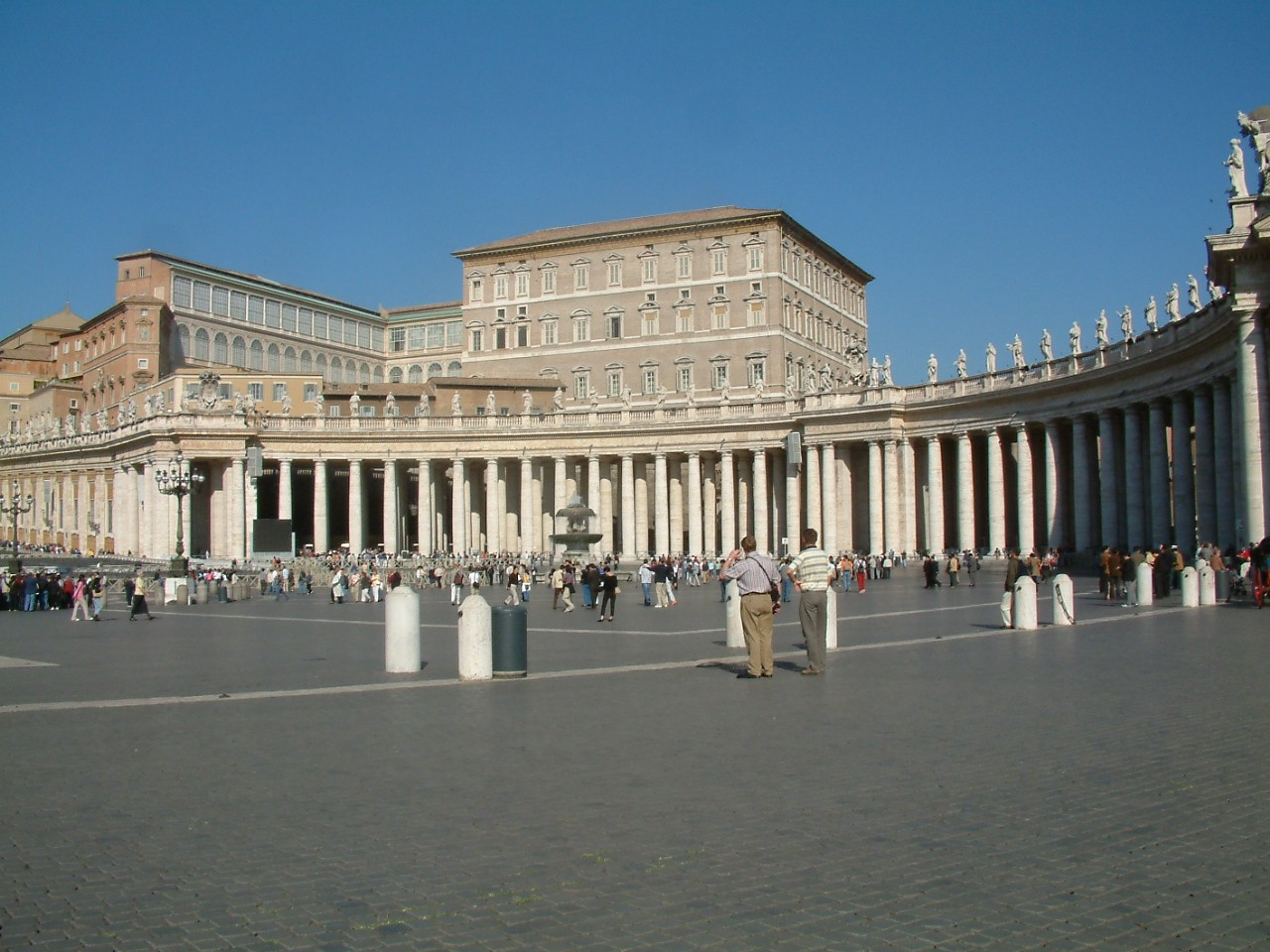
Vue depuis la place Saint-Pierre vers le palais apostolique.

Le Saint-Siège ou Siège apostolique est une personne morale représentant le pape et la curie romaine. C'est un sujet de droit international qui entretient des relations diplomatiques avec les États et qui est membre d'organisations internationales ou y est représenté.
Son existence remonte à celle de la papauté ainsi qu'à la structuration, à partir du XIe siècle, de la curie romaine et d'une diplomatie pontificale. Celle-ci a d'abord été faite de relations diplomatiques entre le pape et les souverains, rois et empereurs, puis avec les États modernes à mesure de leur constitution dans l'histoire. Sur le plan du droit international, le Saint-Siège existe aujourd'hui comme « sujet de droit primaire » à l'égal des États, c'est-à-dire qu'il est reconnu par les États mais ne doit pas son existence à cette reconnaissance.
L'existence du Saint-Siège est liée à la personne du pape et non pas à un territoire. Ainsi, le Saint-Siège est resté un sujet de droit international entre 1870, date de la fin des États pontificaux, et 1929, date de l'instauration de l'État du Vatican par les accords du Latran. Le Saint-Siège et le Vatican sont deux entités distinctes bien qu'elles aient l'une et l'autre le pape à leur tête. Le Vatican se compose du Saint-Siège, entité spirituelle et de l’État de la cité du Vatican, entité temporelle. Le lien entre ces deux entités est le pape, chef du spirituel et du temporel, disposant du pouvoir absolu (exécutif, législatif et judiciaire). Les représentants du Saint-Siège auprès des États et des organismes internationaux sont les nonces ou des délégués apostoliques.

## Histoire
Le pouvoir temporel et territorial du pape remonte à la donation du palais du Latran, faite par l'empereur Constantin — qui ne doit pas être confondue avec la donation de Constantin, document apocryphe prétendant fonder la souveraineté du pape sur Rome et l'Occident.
Pépin le Bref, battant les Lombards en 754-756, conquiert pour le pape Étienne II le patrimoine de Saint Pierre, ancêtre des États pontificaux (cf. donation de Pépin).
Supprimés lors de la Révolution française, les États pontificaux perdent définitivement Avignon et le Comtat Venaissin (annexés en 1791) mais leur partie italienne est restaurée en 1814.
Lors de la constitution de l'unité italienne, les États pontificaux seront contestés, et finalement supprimés. C'est le début de la « question romaine » : la capitale du royaume d'Italie a été prise par la guerre sur un État souverain, celui du pape, qui se considère comme prisonnier et ne sort plus des murs de la Cité du Vatican.
Après leur perte en 1870, le Saint-Siège se trouve sans assise territoriale et donc sans légitimité autre, en la matière, que son rôle d'incarnation de l'Église catholique. Cependant, ses relations avec les autres pays se poursuivent. Ainsi, 16 pays possèdent des relations diplomatiques avec lui au moment de la loi des Garanties de 1871. Au moment de la signature des accords du Latran, ils sont 27. De nombreux États envoient des missions extraordinaires auprès du Saint-Siège : l'empereur de Corée en 1904, le négus d'Éthiopie en 1907 et 1908 ou encore l'empereur de Chine en 1910.
Les accords du Latran de 1929 mettent fin à la « Question romaine » en reconnaissant la souveraineté (ininterrompue) du Saint-Siège et en créant, comme support territorial, l'État de la Cité du Vatican.

## Statut juridique

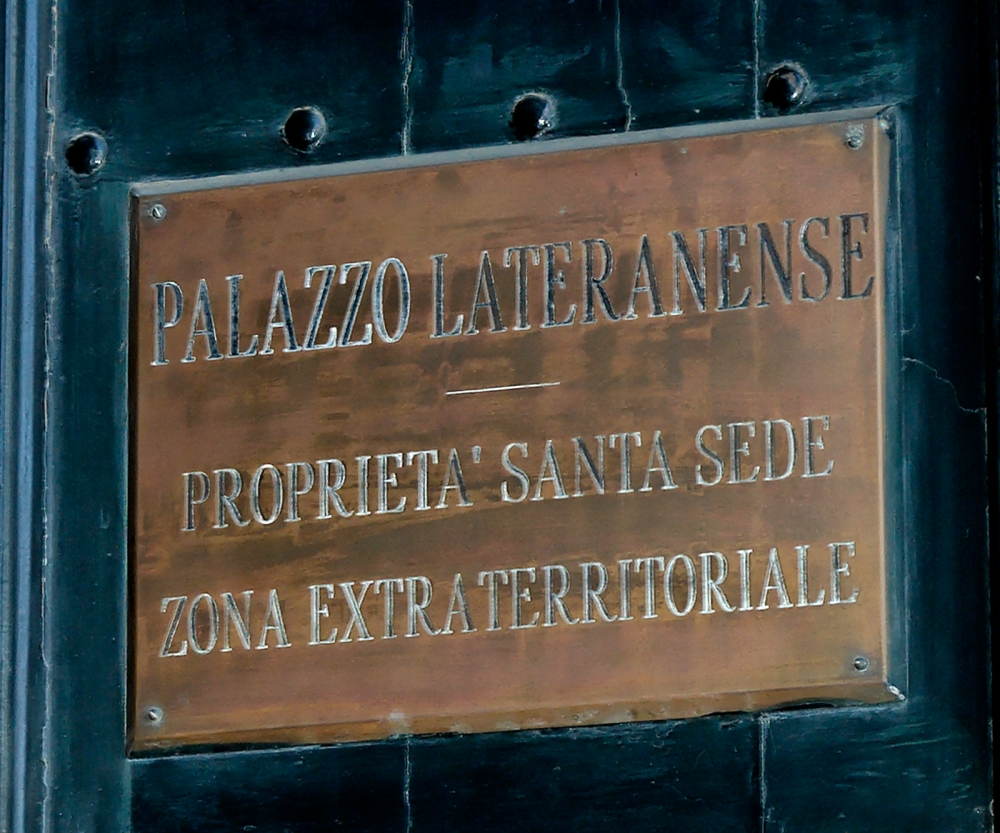
Plaque proclamant l'extraterritorialité du palais du Latran.

Le Saint-Siège, c'est-à-dire l'institution du Siège épiscopal romain de Pierre, est sujet de droit international au moins depuis l'époque carolingienne. De cette époque date le contrôle effectif et souverain d'un territoire, le « patrimoine de Pierre », ancêtre des « États de l'Église » ou « États pontificaux ».
Pour être considéré comme un État souverain, un gouvernement devrait usuellement posséder et contrôler un territoire. Cela fut le cas de manière ininterrompue, sauf entre 1791 et 1814 et entre 1871 et 1929 (dans une certaine mesure : le seul territoire effectivement contrôlé était celui de la cité du Vatican et des États n'avaient pas interrompu leurs relations diplomatiques).
Les accords du Latran (1929), qui mirent fin à la « question romaine », disposent (art. II) : « L'Italie reconnaît la souveraineté du Saint-Siège dans le domaine international comme domaine inhérent à sa nature, conformément à sa tradition et aux exigences de sa mission dans le monde. »
Selon l'expression de Hyginius Eugene Cardinale, le Saint-Siège « existe et opère au sein de la communauté internationale comme la personnification juridique de l'Église ». C'est avec lui et non l'État du Vatican que les États entretiennent des liens diplomatiques. C'est lui qui siège au sein de certaines organisations internationales, comme l'Agence internationale de l'énergie atomique ou l'Union postale universelle. Ainsi, les ambassadeurs étrangers sont accrédités auprès du Saint-Siège et non auprès du Vatican.

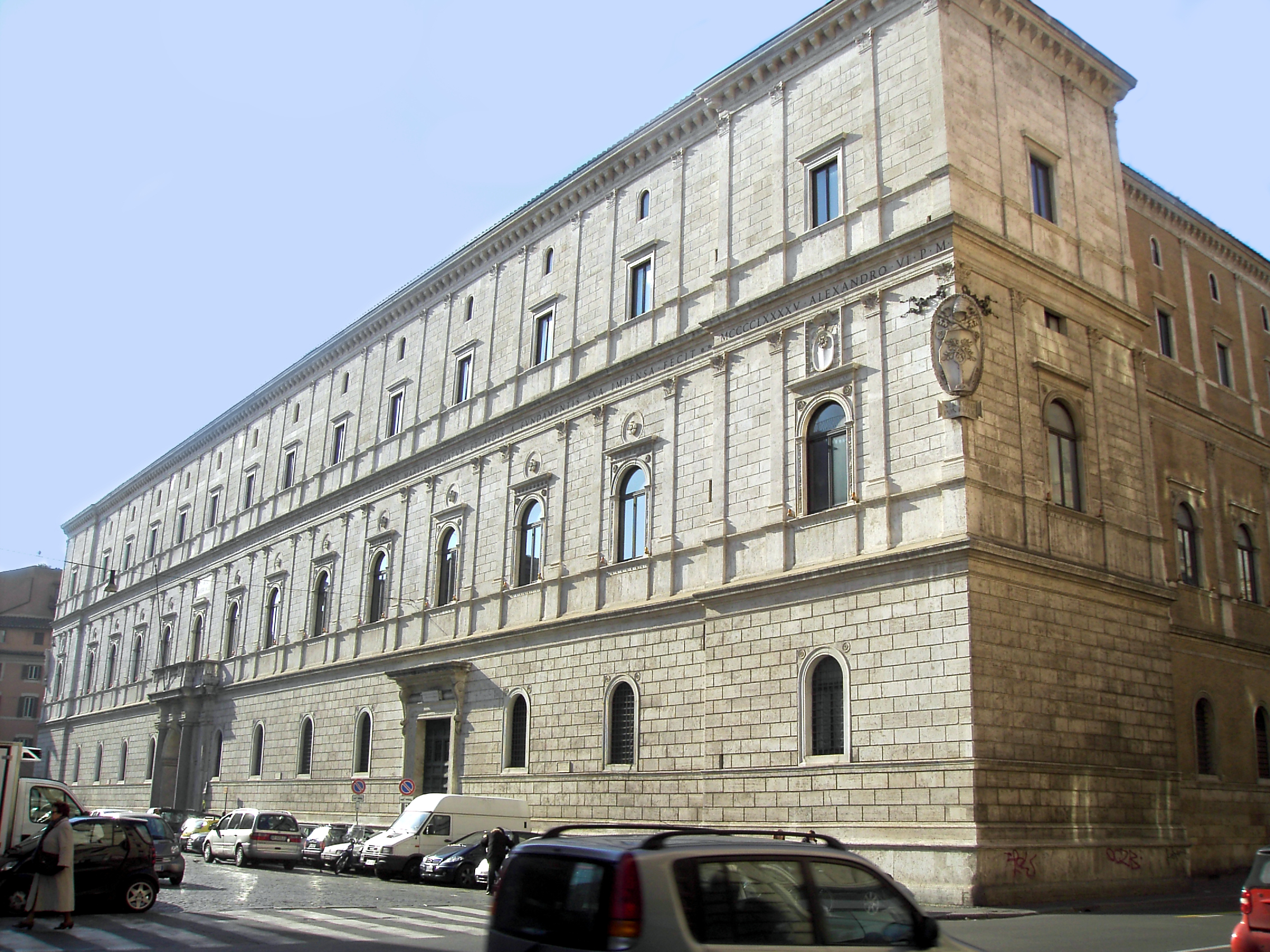
Le palais de la Chancellerie, siège de la plupart des institutions du Saint-Siège.

Le Saint-Siège possède à l'Organisation des nations unies (ONU) le statut d'observateur permanent ; son ambassadeur représente les intérêts de l'État pontifical du Vatican.
Ce statut a été obtenu initialement grâce au statut de membre de l'Union postale universelle et de l'Union internationale des télécommunications détenu par le Vatican au titre de la poste vaticane et de Radio Vatican. L'ONU ayant invité les pays membres de ces organisations à prendre part à certaines de ses sessions, le Vatican y est également convié.
En 1957, afin de clarifier la situation, le secrétaire général de l'ONU, U Thant, et le Saint-Siège s'accordent sur le fait que c'est le Saint-Siège, et non l'État du Vatican, qui entretient des relations avec l'organisation. En 1964, le statut d'observateur permanent est reconnu au Saint-Siège.
Le nombre d'États nouant des relations diplomatiques avec le Saint-Siège n'a jamais cessé d'augmenter.
En 2015, le Saint-Siège entretient des relations avec 180 États.

## Aspect canonique
En droit canonique (droit interne de l'Église), on utilise de préférence l'expression « Siège Apostolique » :
Canon 361 : « Sous le nom de Siège Apostolique ou de Saint-Siège, on entend dans le présent Code, non seulement le Pontife Romain, mais encore, à moins que la nature des choses ou le contexte ne laisse comprendre autrement, la Secrétairerie d’État, le Conseil pour les affaires publiques de l’Église et les autres Instituts de la Curie Romaine. » La curie romaine est régie par le canon 360 et par la constitution apostolique Pastor Bonus.
Le code de 1983 précise aussi que c'est par une disposition divine que l'Église d'une part, et d'autre part le Saint-Siège, ont qualité de personnes morales (les autres entités que le droit français appelle personnes morales sont qualifiées de personnes juridiques, § 2 du canon). Can. 113 : § 1. L’Église catholique et le Siège Apostolique ont qualité de personne morale de par l’ordre divin lui-même (ex ipsa ordinatione divina).

## Autres emplois
Les sièges apostoliques des Églises d'Orient portent couramment la dénomination de « Saint ». En Occident, le diocèse de Mayence est le seul, outre celui de Rome, à porter cette dénomination officielle : en latin, c'est la « Sancta Sedes Moguntina », même si ce titre est aujourd'hui tombé en désuétude[réf. nécessaire].